# Конус нормалей
Конус нормалей (англ. normal cone) — обобщение понятия нормали на случай множества с негладкой границей. Для построения конуса нормалей требуется только структура гильбертова пространства и выпуклость множества, к которому строится конус нормалей.
Понятие конуса нормалей широко используется в современной математике при описании контактной (негладкой) динамики.

## Определение
Пусть в гильбертовом пространстве {\displaystyle H} имеется выпуклое множество {\displaystyle C\subset H} и точка {\displaystyle x\in H}.
Конусом нормалей (внешним конусом нормалей) к множеству {\displaystyle C} в точке {\displaystyle x} называется множество {\displaystyle N_{C}(x)\subset H}, определенное по формуле:
{\displaystyle N_{C}(x)={\begin{cases}\{y\in H:(y,\xi -x)\leqslant 0\},&x\in C\\\phi ,&x\not \in C\end{cases}}}

## Связанные факты и определения
- В некоторых источниках определение конуса нормалей может содержать только формулировку для {\displaystyle x\in C}.
- Если {\displaystyle x} лежит во внутренности {\displaystyle C}, то {\displaystyle N_{C}(x)=\{0\}}.
- Для выпуклого множества {\displaystyle C\subset H} и точки {\displaystyle x\in H} существует единственная {\displaystyle y\in C}, такая что

{\displaystyle \|x-y\|=\mathrm {dist} (x,C){\overset {\underset {\mathrm {def} }{}}{=}}\inf\{\|x-\xi \|:\forall \xi \in C\}}.
При этом пишут, что {\displaystyle y=\mathrm {proj} (x,C)} или {\displaystyle y=\mathrm {prox} (C,x)}.
Для выпуклого множества {\displaystyle C\subset H} и точки {\displaystyle x\in H}
{\displaystyle y=\mathrm {proj} (x,C)} тогда и только тогда, когда {\displaystyle x-y\in N_{C}(y)}.
Конусом касательных называется полярный конус к конусу нормалей в данной точке {\displaystyle x}:
{\displaystyle T_{K}(x)=N_{K}^{*}(x){\overset {\underset {\mathrm {def} }{}}{=}}\{y\in V|\forall \xi \in N_{K}(x):\langle y,\xi \rangle \leqslant 0\}}